# Platoř
Platoř je malá vesnice, část obce Dlouhá Ves v okrese Klatovy v Plzeňském kraji. Nachází se asi dva kilometry východně od Dlouhé Vsi. Platoř je také název katastrálního území o rozloze 2,34 km².
Vedle kapličky na návsi roste památný strom Platořská lípa, finalista ankety Strom roku 2006.

## Historie
První písemná zmínka o vesnici pochází z roku 1584.

## Obyvatelstvo
| Rok            | 1869 | 1880 | 1890 | 1900 | 1910 | 1921 | 1930 | 1950 | 1961 | 1970 | 1980 | 1991 | 2001 | 2011 | 2021 |
| -------------- | ---- | ---- | ---- | ---- | ---- | ---- | ---- | ---- | ---- | ---- | ---- | ---- | ---- | ---- | ---- |
| Počet obyvatel | 175  | 135  | 133  | 139  | 117  | 127  | 132  | 75   | 21   | 5    | 2    | 1    | 0    | 5    | 7    |
| Počet domů     | 22   | 21   | 20   | 20   | 20   | 21   | 23   | 21   | 21   | 1    | 1    | 3    | 4    | 3    | 7    |

## Pamětihodnosti
- Kaple